# V-2

Řez raketou V-2
1. bojová hlavice
2. gyroskopický naváděcí systém
3. radiový přijímač navádění
4. palivo (směs alkoholu s vodou)
5. trup rakety
6. okysličovadlo (kapalný kyslík)
7. nádrž peroxidu vodíku
8. nádrže stlačeného dusíku
9. vyvíječ páry (z peroxidu)
10. palivové čerpadlo
11. přívod paliva a okysličovadla
12. rám motoru
13. spalovací komora motoru
14. stabilizační křídla
15. přívod paliva pro chlazení trysky motoru
16. řídící klapky (směr spalin)
17. řídící křidélka

Raketa V-2 (německy Vergeltungswaffe 2 [zbraň odplaty 2] nebo A4 jako zkratka z Aggregat 4, čtvrtý typ rakety) byla raná balistická řízená střela použitá Německem v 2. světové válce proti Velké Británii a Belgii k ostřelování vojenských a civilních cílů. Jednalo se o jednu z tajných Hitlerových zbraní, kterými chtěl zvrátit průběh války. Zbraň však byla nasazena příliš pozdě.
Raketa V-2 byla první bojově nasazenou kapalinovou balistickou střelou s inerciální navigací. Úspěšný vývoj rakety představoval obrovský skok na poli raketových a příbuzných technologií. Vývojový program financovaný nacistickým Německem si vyžádal přes 2 miliardy dolarů v cenách roku 1944.

## Vývoj
Šéfem projektu byl generál Walter Dornberger. Členem týmu byl i Wernher von Braun, který později projektoval mimo jiné i raketu Saturn pro americký program letu na Měsíc. Vojenské vývojové středisko, ve kterém se na projektu pracovalo, bylo umístěno na poloostrově Uznojem u vesnice Peenemünde.
Ke konci války měly obě strany spojenců snahu získat konstrukční plány či celé rakety V-2. Západním spojencům se podařilo během operace Paperclip získat jak klíčový konstrukční tým Wernhera von Brauna, tak i několik desítek kusů hotových raket. Sověti oproti tomu získali řadu méně významných odborníků a museli své rakety postavit z několika částí různých raket. I přesto se jim podařilo postavit cca 20 raket. Rakety byly později na obou stranách testovány a použity jako předlohy pro další vývoj vlastních raket.
Přímými následovníky této rakety jsou i bojové rakety z rodiny známé pod názvem Scud.

## Popis
Navigační zařízení založené na principu gyroskopické plošiny umožňovalo dosáhnout přesnosti zásahu cíle 17 km při doletu rakety 300 km. Výškový dostup se pohyboval okolo 85 km. Pohon rakety, jejíž hmotnost včetně bojové hlavice se blížila ke 13 tunám, zabezpečoval raketový motor na tekuté pohonné hmoty. Jako okysličovadlo využíval 4900 kg kapalného kyslíku, jako palivo pak 3800 kg etanolu. Vyvíjený tah téměř 27 tun byl motor schopen poskytovat po dobu 68 sekund. Po ukončení činnosti raketového motoru byla rychlost letící rakety 1400 m/s.
Raketový motor byl tehdejším nejvýkonnějším raketovým motorem a vrcholem soudobé raketové techniky. Jeho hmotnost, včetně pomocných agregátů, činila 980 kg. Zásobování spalovací komory pohonnými hmotami z nádrží zajišťovalo turbočerpadlo poháněné paroplynovou turbínou, kterou poháněl katalyticky rozkládaný peroxid vodíku. Pohonné hmoty byly do spalovací komory vstřikovány soustavou 1224 vstřikovacích trysek.

## Výroba
Hromadná produkce raket V-2 byla zahájena v lednu 1944 v podzemní továrně Mittelwerk, ukryté pod horou Kohnstein poblíž Nordhausenu v Durynsku.
Budování továrny v prostorných podzemních tunelech, původně ražených pro těžbu anhydritu, bylo zahájeno v srpnu 1943. Již na podzim 1943 zde bylo nasazeno okolo 10 500 dělníků. Pracovní síly dodával koncentrační tábor Dora, budovaný společně s továrnou v těsném sousedství vstupu do tunelů. Tábor byl založen jako pobočka koncentračního tábora Buchenwald, odkud pocházela většina nasazených vězňů. Na podzim roku 1944 došlo k jeho osamostatnění pod novým názvem Mittelbau a tábor se tak stal centrem rozsáhlé sítě poboček v okolí.
Táborové baráky byly obyvatelné až od jara 1944, do té doby museli vězni přežívat v podzemí. Mnoho lidí našlo v podzemních tunelech smrt, jen mezi říjnem 1943 a březnem 1944 zemřelo při budování továrny a výrobě raket 2900 zajatců. V nejkrutějších obdobích dosahovaly denní ztráty až 100 dělníků. Celkem zde bylo nasazeno více než 60 000 vězňů, z kterých zhruba 20 000 zahynulo. Největší část dělníků představovali ruští, francouzští a polští Židé a dále váleční zajatci a němečtí nuceně nasazení pracovníci. Protože rakety byly vyráběny pomocí nucené práce, potýkala se jejich výroba s velkým množstvím sabotáží. To se projevilo na značné bojové poruchovosti raket.
Na jaře roku 1944 se ve Škodových závodech v Dubnici nad Váhom, v té době součást Hermann Göring Werke, začaly vyrábět spalovací komory motorů V-2. Bombardování továrny 7. července 1944 a pozdější propuknutí povstání nakonec pokračování výroby součástek pro rakety na Slovensku znemožnilo.

## Bojové nasazení
Celkem bylo v průběhu 2. světové války vyrobeno přes 6000 raket V-2, z nichž 3172 bylo odpáleno na nepřátelské cíle. Počet obětí způsobených dopadem rakety se odhaduje na 7000 lidí. Mezi nejčastější cíle raket V-2 patřil Londýn, proti němuž bylo vypáleno 1358 raket a dále belgické Antverpy, na něž bylo vypáleno 1610 raket. Aby bylo dosaženo co nejvyšších škod s maximálním zaskočením obyvatelstva, byly rakety odpalovány nejčastěji krátce po půlnoci. V rámci zkušebních testů a výcviku bylo odpáleno dalších 1000 až 1750 raket. Celkově bylo vypáleno asi 3200 raket, v tabulce uveden počet vypálených raket na cíle podle zasažených zemí: 
| Anglie - Londýn 1358 - Norwich/Ipswich 44 | Francie - Lille 25 - Paříž 22 - Tourcoing 19 - Arras 6 - Cambrai 4 | Belgie - Antverpy 1610 - Lutych 27 - Hasselt 13 - Tournai 9 - Mons 3 - Diest 2 | Nizozemsko - Maastricht 19 | Německo - Remagen 11 |

## Galerie

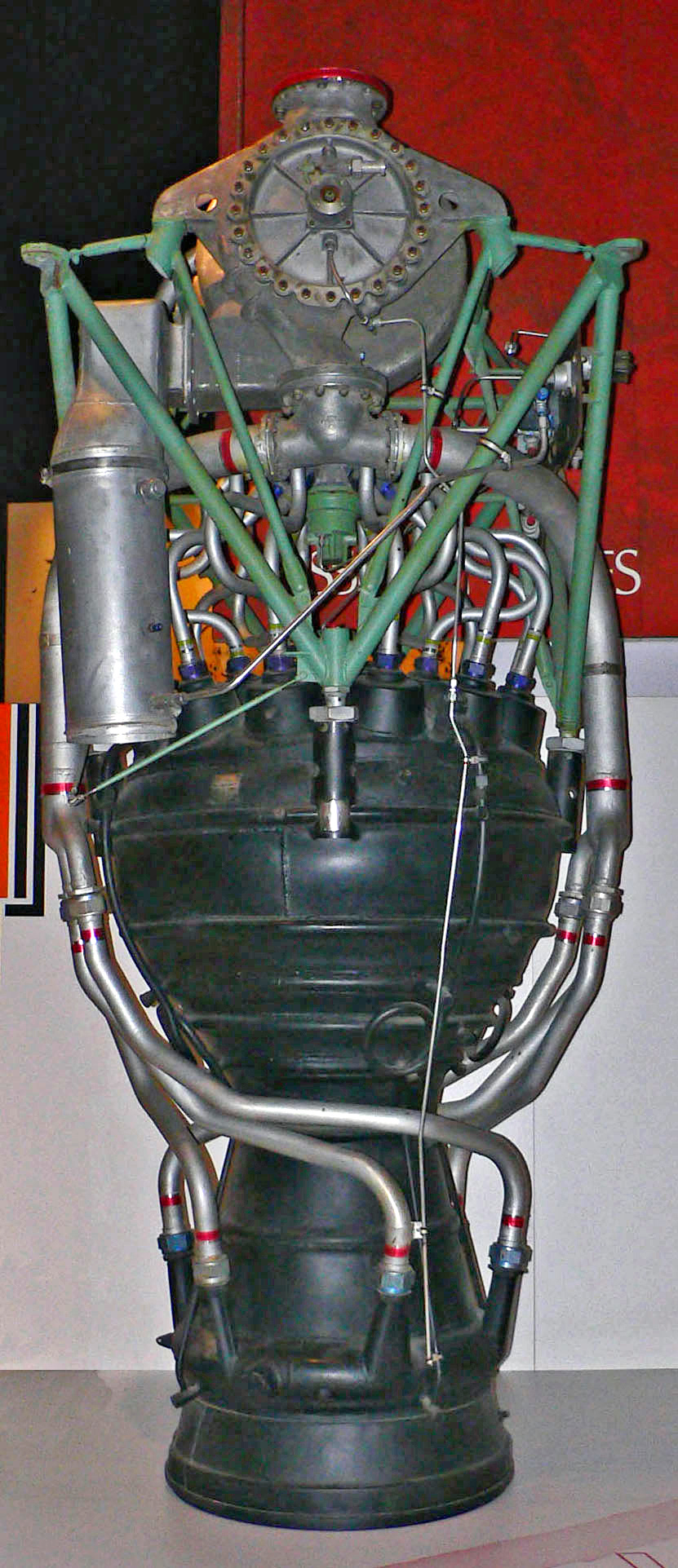
Motor rakety V-2, National Air and Space Museum, Washington, D.C,  7. května 2005
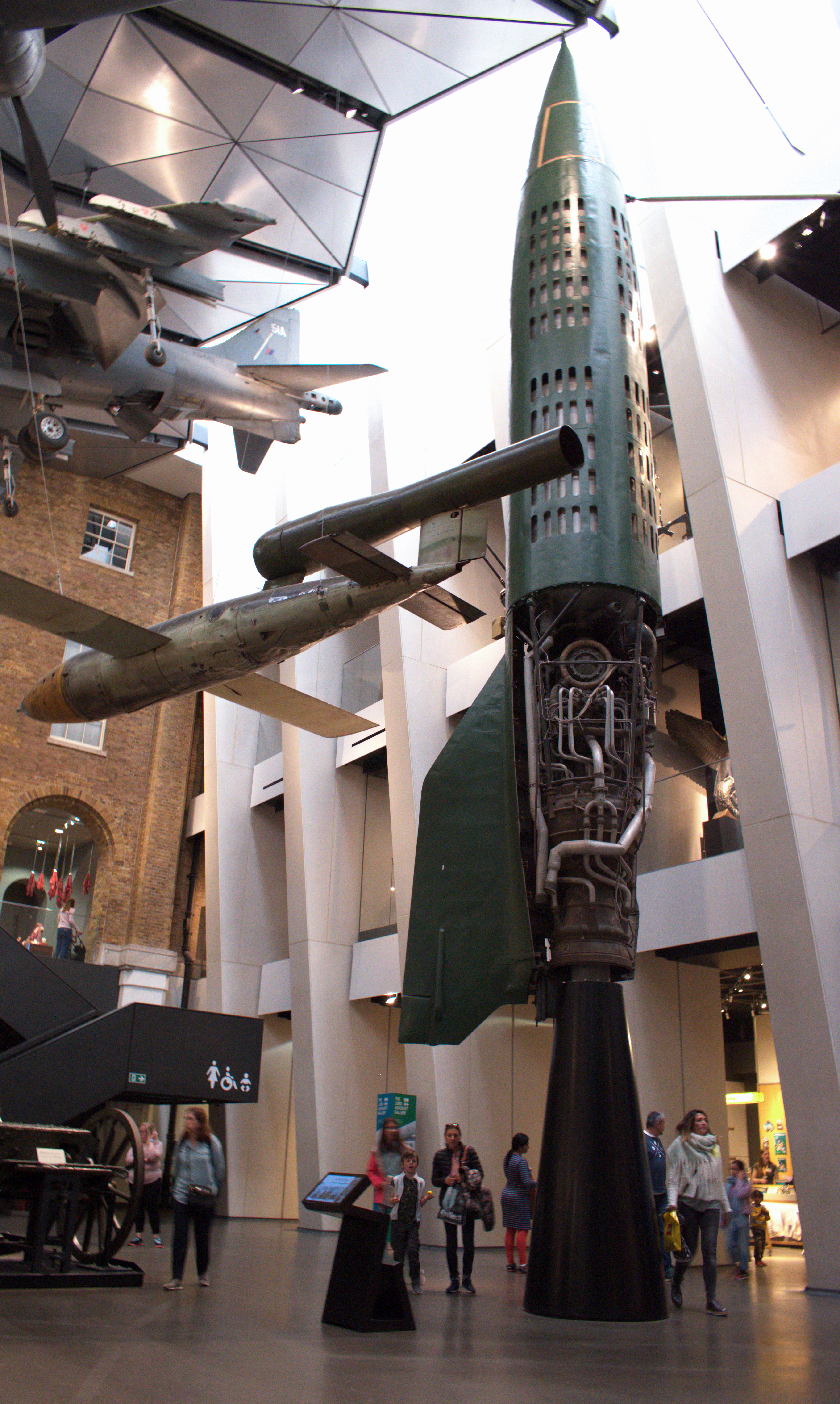
V-2 (vpravo) a V-1 (vlevo), Imperial War Museum, Londýn, 30. září 2018
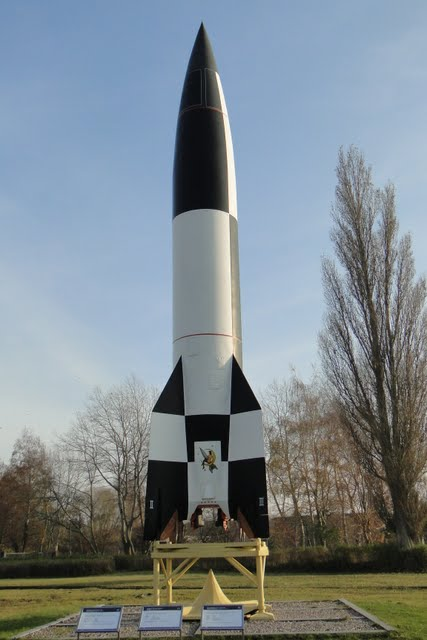
V-2, Historisch-Technisches Museum, Peenemünde, 13. října 2010
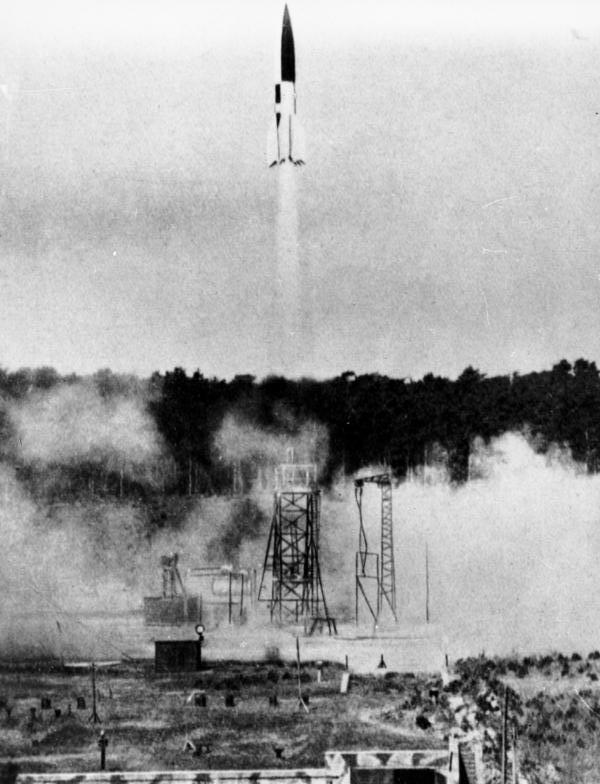
Start V-2, Peenemünde, 21. června 1943
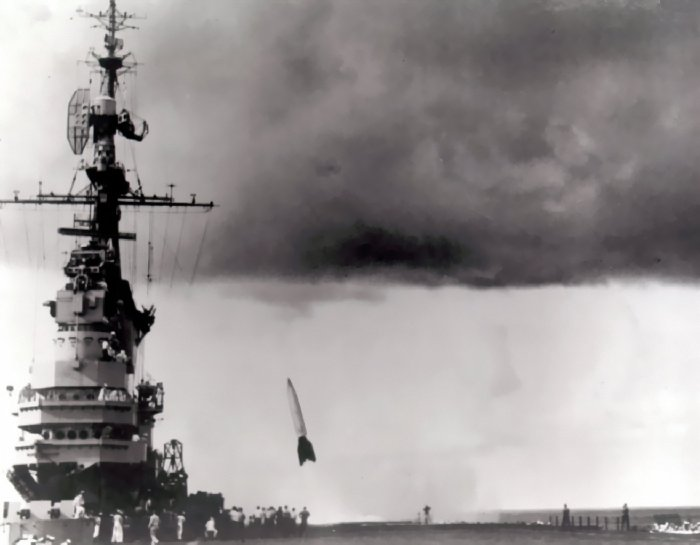
Odpálení V-2 z paluby USS Midway během operace Sandy, 6. září 1947

## Nasazení ve vědě
Wernher von Braun od začátku snil o tom, že jeho rakety budou létat do vesmíru, což se mu do jisté míry splnilo.
V říjnu 1946 byly zhotoveny první snímky Země z vesmírného prostoru, pořízené 35mm kamerou, umístěnou na raketě V-2, kterou americká armáda v rámci vojensko-vědeckých testů (podílel se na nich mj. i James Van Allen) prováděla na základně ve White Sands.
V roce 1949 byla vypuštěna raketa V-2, na kterou tým pod vedením Herberta Friedmana z United States Naval Research Laboratory umístil malý Geigerův-Müllerův počítač, a bylo zachyceno rentgenové záření Slunce.
Obě vítězné mocnosti (USA i Sovětský svaz) měly eminentní zájem zmocnit se plánů na výrobu V-2.
Geniální koncepce Braunovy rakety se později stala základem jak sovětských vesmírných raket (Vostok 1), tak i amerického programu Apollo, kde na vývoji nosné rakety Saturn I pracoval tým inženýrů, vedený Braunem, který byl po svém zajetí v rámci operace Paperclip převezen do USA. Své schopnosti ale ještě předtím osvědčil při konstrukci rakety Juno I, která vynesla na oběžnou dráhu první americký satelit Explorer 1.